# Джессі Т. Ашер
Джессі Ашер (англ. Jessie Usher) — американський актор. Найбільш відомий за роллю Кема Келлоуея в серіалі Starz «Каяття вижилого» і супергероя Експресу в серіалі Prime Video «Хлопаки».

## Раннє життя
Ашер народився в сім'ї Джессі Т. Ашера і його дружини Джудіт в штаті Меріленд . Вперше Ашер проявив інтерес до акторської майстерності у віці п'яти років після того, як його сестра Джесстія знялася в телерекламі. Його першою акторською роботою був рекламний ролик американської м'ясної компанії «Oscar Mayer». У 2003 році сім'я переїхала в Лос-Анджелес, щоб допомогти розвивати кар'єру Джессі.
У 2005 Ашер отримав свою першу роль на телебаченні в епізоді телесеріалу «Без сліду». Він закінчив середню школу в 15-річному віці і вступив в кулінарний коледж.

## Фільмографія
| Рік  | Назва українською              | Назва англійською                       | Роль                           | Примітки           |
| ---- | ------------------------------ | --------------------------------------- | ------------------------------ | ------------------ |
| 2010 | Хороший хлопчик                | Beautiful Boy                           | баскетболіст                   |                    |
| 2013 | Непристойна комедія            | Inappropriate Comedy                    | Джамаль                        |                    |
| 2013 | Тінейдж                        | Teenage                                 | американський хлопець (голос)  | документальне кіно |
| 2014 | Гра на висоті                  | When the Game Stands Tall               | Тайшон Ланір                   |                    |
| 2016 |                                | All Part of the Game: Part 1 Freethrows | Джей                           | короткометражка    |
| 2016 | День незалежності: Відродження | Independence Day: Resurgence            | Ділан Хіллер                   |                    |
| 2016 | Різдво Мейерс                  | Almost Christmas                        | Еван Мейерс                    |                    |
| 2018 | небезпечний пасажир            | Ride                                    | Джеймс                         |                    |
| 2018 |                                | Stronghold                              | Ліл Маниак                     |                    |
| 2019 | Шафт                           | Shaft                                   | Джон Шафт-молодший «Джей Джей» |                    |
| 2020 | Банкір                         | The Banker                              | Тоні Джексон                   |                    |
| 2020 | Небезпечна брехня              | Dangerous Lies                          | Адам Кеттнер                   |                    |
| 2022 | Посмішка                       | «Smile»                                 | Тревор                         |                    |

| Рік       | Назва українською                  | Назва англійською         | Роль                      | Примітки                              |
| --------- | ---------------------------------- | ------------------------- | ------------------------- | ------------------------------------- |
| 2005      | Без сліду                          | Without a Trace           | Малкольм                  | Епізод: «Neither Rain Nor Sleet»      |
| 2007      | Ханна Монтана                      | Hannah Montana            | Гай                       | Епізод: «Cuffs Will Keep Us Together» |
| 2008      | Лінкольн-Хайтс                     | Lincoln Heights           | Бейбі Джі                 | Епізод: «Glass House»                 |
| 2008      | 4исла                              | Numbers                   | перший грабіжник          | Епізод: «Frienemies»                  |
| 2009      | Менталіст                          | The Mentalist             | Деніел Браун              | Епізод: «Red Rum»                     |
| 2009      | Криміналісти: мислити як злочинець | Criminal Minds            | Деніел                    | 2 епізоду                             |
| 2010      | Літній табір                       | Summer Camp               | Ер Джей                   | ТВ фільм                              |
| 2010      | Кидок кобри: G.I. Joe: Дезертири   | G.I. Joe: Renegades       | Рей                       | Епізод: «The Anomaly» (голос)         |
| 2011      | Підвищення рівня                   | Level Up                  | Лайл                      | ТВ Фільм                              |
| 2011-2012 | Наступний рівень                   | Level Up                  | Лайл                      | Основний склад                        |
| 2014-2017 | Каяття вижилого                    | Survivor's Remorse        | Кем Келлоуей              | Основний склад                        |
| 2019-2022 | Хлопаки                            | The Boys                  | Експрес (Поїзд-А)         | Основний склад                        |
| 2022      | Оповідання про ходячих мерців      | Tales of the Walking Dead | Дейвон                    |                                       |
| 2023      | Покоління V                        | Gen V                     | Реджі Франкліна / A-Train | Основний склад                        |